# Élections fédérales canadiennes de 2006 en Colombie-Britannique
Ceci sont les résultats des élections fédérales canadiennes de 2006 dans la province de la Colombie-Britannique. Les candidats sortants sont en italiques; les gagnants sont en caractères gras.
British Columbia Southern Interior
- Alex Atamenenko - Nouveau Parti démocratique
- Scott Leyland - Parti vert
- Bill Profili - Parti libéral
- Brian Sproule - Parti marxiste-léniniste
- Derek Zeisman - Parti conservateur

Cariboo—Prince George
- Alex Bracewell - Parti vert
- Carol Lee Chapman - Parti marxiste-léniniste
- Bev Collins - Parti action canadienne
- Dick Harris - Parti conservateur
- Christopher Kempling - Parti de l'héritage chrétien
- Don Roberts - First Peoples National Party
- Alfred Trudeau - Nouveau Parti démocratique
- Simon Yu - Parti libéral

Kamloops—Thompson—Cariboo
- Michael Crawford - Nouveau Parti démocratique
- Matt Greenwood - Parti vert
- Betty Hinton - Parti conservateur
- Ken Sommerfield - Parti libéral

Kelowna—Lake Country
- Ron Cannan - Parti conservateur
- Kevin Hagglund - Nouveau Parti démocratique
- Vern Nielsen - Parti libéral
- Angela Reid - Parti vert
- David Thomson - Parti action canadienne

Kootenay—Columbia
- Jim Abbott - Parti conservateur
- Jhim Burwell - Parti libéral
- Brent Bush - Nouveau Parti démocratique
- Clements ver Hoeven - Parti vert
- Thomas Frederick Sima - Parti action canadienne

Okanagan—Coquihalla
- Karan Bowyer - Parti vert
- Stockwell Day - Parti conservateur
- John Harrop - Nouveau Parti démocratique
- David Perry - Parti libéral

Okanagan—Shuswap
- Alice Brown - Nouveau Parti démocratique
- Gordon Campbell - Indépendant
- Will Hansma - Parti libéral
- Colin Mayes - Parti conservateur
- Harry Naegel - Parti vert
- Neville O'Grady - Parti action canadienne
- Darren Seymour - Indépendant

Prince George—Peace River
- Nathan Bauder - Parti libéral
- Malcolm Crockett - Nouveau Parti démocratique
- Hilary Crowley - Parti vert
- Jay Hill - Parti conservateur
- Donna Young - Indépendant

Skeena—Bulkley Valley
- Phil Brienesse - Parti vert
- Nathan Cullen - Nouveau Parti démocratique
- Michael Scott - Parti conservateur
- Gordon Stamp-Vincent - Parti libéral
- Rod Taylor - Parti de l'héritage chrétien

Abbotsford
- Stephanie Ashley-Pryce - Parti vert
- Edward Fast - Parti conservateur
- Richard Gerbert - Parti action canadienne
- Jeffrey Hansen-Carlson - Nouveau Parti démocratique
- David MacKay - Parti marxiste-léniniste
- David Oliver - Parti libéral

Chilliwack—Fraser Canyon
- Ed Baye - Parti vert
- Ron Gray - Parti d'héritage chrétien
- Malcolm James - Nouveau Parti démocratique
- Dorothy-Jean O'Donnell - Parti marxiste-léniniste
- Chuck Strahl - Parti conservateur
- Myra Sweeney - Parti libéral

Delta—Richmond-Est
- John Cummins - Parti conservateur
- Jean-Philippe la Flamme - Parti vert
- William Jonsson - Nouveau Parti démocratique
- Patricis Whittaker - Parti libéral

Fleetwood—Port Kells
- Barry Bell - Nouveau Parti démocratique
- Jack Cook - Indépendant
- Nina Grewal - Parti conservateur
- Brenda Locke - Parti libéral
- Duncan McDonald - Parti vert

Langley
- Bill Brooks - Parti libéral
- Angel Claypool - Nouveau Parti démocratique
- Patrick Meyer - Parti vert
- Vicki Lee Sloan - Parti action canadienne
- Mark Warawa - Parti conservateur

Newton—Delta-Nord
- Sunny Athwal - Parti vert
- Nancy Clegg - Nouveau Parti démocratique
- Harjit Singh Daudharia - Parti communiste
- Sukh Dhaliwal - Parti libéral
- Phil Eidsvik - Parti conservateur
- Rob Girn - Indépendant
- Mike Saifie - Indépendant

Pitt Meadows—Maple Ridge—Mission
- Dave Banov - Parti marijuana
- Mike Bocking - Nouveau Parti démocratique
- Keith Henry - Parti libéral
- Rob Hornsey - Parti vert
- Randy Kamp - Parti conservateur
- Erin Knipstrom - Indépendant
- Frank Martin - Parti marxiste-léniniste

Richmond
- Raymond Chan - Parti libéral
- Richard Gordon Mathias - Parti vert
- Darrell Reid - Parti conservateur
- Neil Smith - Nouveau Parti démocratique

Surrey-Sud—White Rock—Cloverdale
- Russ Hiebert - Parti conservateur
- Brian Marlatt - Parti progressiste canadien
- Jim McMurty - Parti libéral
- Pierre Rovtar - Parti vert
- Libby Thornton - Nouveau Parti démocratique

Surrey-Nord
- John Baloun - Indépendant
- Nikolas Langlands - Parti progressiste canadien
- Surjit Kooner - Parti libéral
- David Matta - Parti conservateur
- Kevin Pielak - Parti d'héritage chrétien
- Penny Priddy - Nouveau Parti démocratique
- Nina Rivet - Indépendant
- Roy Whyte - Parti vert

Burnaby—Douglas
- Bill Cummingham - Parti libéral
- George Drazenovic - Parti conservateur
- George Gidora - Parti communiste
- Ray Powers - Parti vert
- Bill Siksay - Nouveau Parti démocratique

Burnaby—New Westminster
- Marc Dalton - Parti conservateur
- Scott Janzen - Parti vert
- Peter Julian - Nouveau Parti démocratique
- James Pepa - Parti marijuana
- Mary Pynenburg - Parti libéral

New Westminter—Coquitlam
- Dawn Black - Nouveau Parti démocratique
- Shealand Campbell - Parti vert
- Dick Esty - Indépendant
- Paul Forseth - Parti conservateur
- Joyce Murray - Parti libéral
- Joseph Theriault - Parti marxiste-léniniste
- Paul Warnett - Indépendant

Vancouver-Nord
- Don Bell - Parti libéral
- Michael Hill - Parti marxiste-léniniste
- Sherry Shaghaghi - Nouveau Parti démocratique
- Cindy Silver - Parti conservateur
- Jim Stephenson - Parti vert

Port Moody—Westwood—Port Coquitlam
- Lewis Dahlby - Parti libertarien
- Scott Froom - Parti vert
- Jon Kingsbury - Parti libéral
- James Moore - Parti conservateur
- Mary Woo Sims - Nouveau Parti démocratique
- Greg Watrich - Indépendant

Vancouver-Centre
- Heathcliff Dionysus Campbell - Parti marijuana
- John Clarke - Parti libertarien
- Jared Evans - Parti vert
- Tony Fogarassy - Parti conservateur
- Hedy Fry - Parti libéral
- Joe Pal - Parti d'héritage chrétien
- Svend Robinson - Nouveau Parti démocratique

Vancouver-Est
- Bryce Bartholomew - Parti action canadienne
- Libby Davies - Nouveau Parti démocratique
- Christine Ellis - Parti vert
- Dave Haggard - Parti libéral
- Elizabeth Pagtakhan - Parti conservateur
- Anthony Trieu - Parti marijuana

Vancouver Kingsway
- Kimball Cariou - Parti communiste
- David Emerson - Parti libéral
- Connie Fogal - Parti action canadienne
- David Ouimet - Parti marijuana
- Donna Peterson - Parti marxiste-léniniste
- Arno Schortinghuis - Parti vert
- Ian Waddell - Nouveau Parti démocratique
- Kanman Wong - Parti libéral

Vancouver Quadra
- David Askew - Nouveau Parti démocratique
- Marc Boyer - Parti marijuana
- Betty Krawczyk - Indépendante
- Stephen Owen - Parti libéral
- Stephen Rogers - Parti conservateur
- Ben West - Parti vert
- Donovan Young - Parti marxiste-léniniste

Vancouver-Sud
- Charles Boylan - Parti marxiste-léniniste
- Ujjal Dosanjh - Parti libéral
- Bev Meslo - Nouveau Parti démocratique
- Doug Perry - Parti vert
- Tarlok Sablok - Parti conservateur

Vancouver-Ouest—Sunshine Coast—Pays Mer à Ciel
- Anne Jamieson - Parti marxiste-léniniste
- John Weston - Parti conservateur
- Blair Wilson - Parti libéral
- Judith Wilson - Nouveau Parti démocratique
- Silvaine Zimmermann - Parti vert

Esquimalt—Juan de Fuca
- Doug Christie - Parti bloc de l'Ouest
- Randall Garrison - Nouveau Parti démocratique
- Keith Martin - Parti libéral
- David Piney - Parti action canadienne
- Mike Robinson - Parti vert
- Troy de Souza - Parti conservateur

Nanaimo—Alberni
- Barbara Biley - Parti marxiste-léniniste
- Jen Fisher-Bradley - Parti action canadienne
- James Lunney - Parti conservateur
- R.L. Dusty Miller - Indépendant
- Jim Stewart - Parti libéral
- Manjeet Uppal - Nouveau Parti démocratique
- Frank Wagner - Parti d'héritage chrétien
- David Wright - Parti vert

Nanaimo—Cowichan
- Jean Crowder - Nouveau Parti démocratique
- Jack East - Parti marxiste-léniniste
- Harold Henn - Parti vert
- Brian Scott - Parti libéral
- Norm Sowden - Parti conservateur
- Jeff Warr - Parti action canadienne

Saanich—Gulf Islands
- Jennifer Burgis - Nouveau Parti démocratique
- Andrew Lewis - Parti vert
- Gary Lunn - Parti conservateur
- Patricia O'Brian - Parti bloc d'Ouest
- Sheila Orr - Parti libéral

Vancouver Island-Nord
- Catherine Bell - Nouveau Parti démocratique
- John Duncan - Parti conservateur
- Michael Mascall - Parti vert
- Jim Mitchell - Parti libéral
- James Neufeld - Parti action canadienne

Victoria
- Saul Andersen - Indépendant
- Robin Baird - Parti conservateur
- Bruce Burnett - Parti bloc d'Ouest
- Ariel Lade - Parti vert
- Fred Mallach - Parti marijuana
- David Mulroney - Parti libéral
- Denise Savoie - Nouveau Parti démocratique